# 上松大輔
上松 大輔（うえまつ だいすけ、1984年10月3日 - ）は、日本の男性キックボクサー、俳優。愛媛県松山市出身。K-1GYM SAGAMI-ONO-KREST所属。ISKAオリエンタル世界ライト級王者。
2011年7月1日より芸能事務所「プラチナムプロダクション」とマネージメント業務を開始。Men's eggの読者モデルも務める。2012年から俳優に転身。

## 略歴

### デビュー前
松山東高校卒業後、K-1出場を目指し上京。

### プロデビュー
2005年1月30日、R.I.S.E.でプロデビュー。
2007年4月15日、全日本キックボクシング連盟興行で水落洋祐と対戦。1R、左フックの相打ちで両者同時にダウンとなり、上松は10カウント以内に立ち上がれなかったためKO負けとなった。11月18日、全日本キックボクシング連盟興行で水落洋祐と全日本フェザー級挑戦者決定戦で再戦。2RTKO勝ちでリベンジを果たすとともに王座挑戦権を得た。しかし、試合中に左眼窩壁骨折し、タイトルマッチは欠場となった。
2008年4月26日、復帰戦として元プロボクサーのソルデティグレ・ヨースケと対戦。1, 2ラウンド共にダウンを取り3-0で判定勝ち。

### K-1出場
2008年5月22日の記者会見で念願であったK-1参戦が発表された。
2008年7月7日、K-1 WORLD MAX 2008 FINAL8でエディ・ユアザパビュチスと対戦し、1R右ストレートでKO勝ち。

### 世界王座獲得
2008年10月1日、K-1 WORLD MAX 2008 World Championship Tournament FINALに出場。試合はISKAオリエンタル世界ライト級王座決定戦（3分3R+延長2R、60kg契約）として行われ、大宮司進と対戦。本来は大宮司の持つ王座に上松が挑戦する予定だったが、大宮司の保持していたISKA王座が長期間の王座防衛戦不履行により既に剥奪されていたため王座決定戦となった。加えて、大宮司の獲得していた王座は、アジア王座であることが判明し、それについて王座を獲った本人もマスコミ関係者も試合直前まで全く知らなかった。試合前には、記者会見で大宮司に「もし負けたら坊主にしてください」と要求され受諾していたが、王座剥奪により大宮司の王座に上松が挑戦するという構図が崩れ、上松は「負けたら髪を切る」というリスクだけを負い、大宮司は何もリスクを負わないという形となってしまった。試合は、1R開始29秒左膝蹴りでKO勝ちし、王者となった。負けた大宮司は試合直後のインタビューで引退を明言した。
2010年5月2日、K-1 WORLD MAX 2010 〜-63kg Japan Tournament 1st Round〜でチョン・ジェヒと対戦し、左フックでKO勝ち。
2010年7月5日、K-1 WORLD MAX 2010 〜-63kg Japan Tournament FINAL〜の準々決勝で松本芳道と対戦し、TKO負け。
2010年12月12日、Krush初代王座決定トーナメント～Round.1～でTURBΦの欠場を受けて抜擢されたDYNAMITE祐太と対戦し、KO負け。

## 戦績
| キックボクシング 戦績 | キックボクシング 戦績 | キックボクシング 戦績 | キックボクシング 戦績 | キックボクシング 戦績 | キックボクシング 戦績 | キックボクシング 戦績 |
| --------------------- | --------------------- | --------------------- | --------------------- | --------------------- | --------------------- | --------------------- |
| 23 試合               | (T)KO                 | 判定                  | その他                | 引き分け              | 無効試合              |                       |
| 16 勝                 | 9                     | 7                     | 0                     | 0                     | 0                     |                       |
| 7 敗                  | 4                     | 3                     | 0                     | 0                     | 0                     |                       |

| 勝敗 | 対戦相手                 | 試合結果                                    | 大会名 | 開催年月日     |
| ×    | DYNAMITE祐太             | 延長R 1:51 KO（左フック）                   | Krush初代王座決定トーナメント～Round.1～ 【Krush－60kg初代王座決定トーナメント1回戦】                                                 | 2010年12月12日 |
| ×    | 松本芳道                 | 3R 2:45 TKO（パンチ連打）                   | K-1 WORLD MAX 2010 〜-70kg World Championship Tournament FINAL16 / -63kg Japan Tournament FINAL〜 【-63kg Japan Tournament 準々決勝】 | 2010年7月5日   |
| ○    | チョン・ジェヒ           | 1R 1:09 KO（左フック）                      | K-1 WORLD MAX 2010 〜-63kg Japan Tournament 1st Round〜 【1回戦】                                                                     | 2010年5月2日   |
| ×    | 前田尚紀                 | 2R 2:06 KO（右フック）                      | Krushライト級グランプリ2009 〜決勝戦 Final Round〜                                                                                    | 2009年11月2日  |
| ×    | 石川直生                 | 3R+延長R終了 判定0-3                        | 全日本キックボクシング連盟「Krush.3」                                                                                                 | 2009年5月17日  |
| ○    | 渡辺一久                 | 3R終了 判定3-0                              | K-1 WORLD MAX 2009 〜日本代表決定トーナメント〜                                                                                       | 2009年2月23日  |
| ○    | 大宮司進                 | 1R 0:29 KO（左膝蹴り）                      | K-1 WORLD MAX 2008 World Championship Tournament FINAL 【ISKAオリエンタル世界ライト級王座決定戦】                                     | 2008年10月1日  |
| ○    | エディ・ユアザパビュチス | 1R 2:52 KO（3ノックダウン：右ストレート）   | K-1 WORLD MAX 2008 World Championship Tournament FINAL8                                                                               | 2008年7月7日   |
| ○    | ソルデティグレ・ヨースケ | 3R終了 判定3-0                              | 全日本キックボクシング連盟「Spring Storm」                                                                                            | 2008年4月26日  |
| ○    | 水落洋祐                 | 2R 0:38 TKO（ドクターストップ：額のカット） | 全日本キックボクシング連盟「70's 全日本キック中量級最強決定トーナメント 〜開幕戦〜」 【全日本フェザー級挑戦者決定戦】                 | 2007年11月18日 |
| ○    | 岩切博史                 | 3R終了 判定3-0                              | 全日本キックボクシング連盟「Kick Return 〜Kickboxer of the best 60 Tournament 開幕戦」                                                | 2007年8月25日  |
| ○    | 正巳                     | 2R 0:39 KO（右フック）                      | J-NETWORK「TEAM DRAGON QUEST 1」 | 2007年6月3日   |
| ×    | 水落洋祐                 | 1R 0:56 KO（左フック）                      | 全日本キックボクシング連盟「New Deal」                                                                                                | 2007年4月15日  |
| ○    | 龍馬                     | 3R終了 判定3-0                              | SHINING CASTLE | 2007年2月17日  |
| ○    | TURBΦ                    | 3R終了 判定3-0                              | J-NETWORK「MACH GO! GO! '06 〜フライ級最強決定トーナメント準決勝〜 &喧嘩火山再爆発 〜THE REMATCH 寒川×我龍〜」                        | 2006年11月22日 |
| ×    | KAWASAKI                 | 3R終了 判定0-3                              | R.I.S.E. FLASH to CRUSH TOURNAMENT '06 【準決勝】                                                                                     | 2006年6月25日  |
| ○    | 加護秀明                 | 3R終了 判定3-0                              | R.I.S.E. FLASH to CRUSH TOURNAMENT '06 【1回戦】                                                                                      | 2006年6月25日  |
| ○    | 藤井徹                   | 2R 0:33 KO（右ストレート）                  | R.I.S.E. XXV | 2006年4月30日  |
| ○    | センカン大和             | 2R 1:13 KO（膝蹴り）                        | R.I.S.E. XXIII | 2006年2月26日  |
| ○    | 龍馬                     | 1R 2:10 KO（3ノックダウン：右フック）       | R.I.S.E. XX | 2005年11月27日 |
| ○    | 野良猫友太               | 1R 1:43 KO（右フック）                      | R.I.S.E. XV | 2005年5月29日  |
| ×    | 牛若丸                   | 3R終了 判定0-3                              | R.I.S.E. XIV | 2005年4月24日  |
| ○    | 小野隆介                 | 3R終了 判定3-0                              | R.I.S.E. XII | 2005年1月30日  |

## 出演

### テレビドラマ
- HEAT（2015年7月-9月、フジテレビ） - 上島消防隊員 役
- HiGH&LOW〜THE STORY OF S.W.O.R.D.〜（2015年10月-12月、日本テレビ） - 鬼邪高校生徒 役
- トモダチゲーム（2017年4月6日-4月27日、tvkほか全国8局） - 門倉十蔵 役
- 快盗戦隊ルパンレンジャーVS警察戦隊パトレンジャー（2018年10月7日、テレビ朝日） - 作業員 役

### 映画
- 映画 ひみつのアッコちゃん（2012年）
- ねこにみかん（2014年）
- クローズEXPLODE（2014年） - 北島 役
- 表と裏 第2章（2015年） - 紺野 役
- 忘れ雪（2015年） - 屈強な男 役
- 新宿スワン（2015年） - 天竺 役
- 強者（ツワモノ）（2016年） - 久留間 役
- 暗殺教室〜卒業編〜（2016年）
- イイネ!イイネ!イイネ!（2017年） - 温 役
- ぴっぱらん!!（2024年） - 木滝洋太 役[4]

### Vシネマ
- 欲望の代償（2016年） - 関東侠仁会戸越組組員
- COLD BLOOD 三つ巴の抗争（2017年）全2作 - RED CROWの頭 赤澤